# Liste der Abkürzungen antiker Autoren und Werktitel/V
| Abk. Autor   | Autor                                                      | Autor                                                                        | Edition                                                        |
|              | Abk. Werk                                                  | Werktitel                                                                    | Deutscher Titel                                                |
| ------------ | ---------------------------------------------------------- | ---------------------------------------------------------------------------- | -------------------------------------------------------------- |
| VAdae        | Vita Adae et Evae                                          | Vita Adae et Evae                                                            | Wilhelm Meyer (München 1878)                                   |
| Val. Fl.     | Gaius Valerius Flaccus                                     | Gaius Valerius Flaccus                                                       |                                                                |
|              |                                                            | Argonautica                                                                  |                                                                |
| Val. Max.    | Valerius Maximus                                           | Valerius Maximus                                                             |                                                                |
|              |                                                            | facta et dicta memorabilia                                                   |                                                                |
| Varro        | Varro                                                      | Varro                                                                        |                                                                |
|              | ant. rer. div.                                             | antiquitates rerum humanarum et divinarum                                    | Altertümer menschlicher und göttlicher Einrichtungen           |
|              | carm.                                                      | carmina                                                                      |                                                                |
|              | frg. Non.                                                  |                                                                              | Fragmente bei Nonius Marcellus                                 |
|              | gent. pop. Rom.                                            | de gente populi Romani                                                       | (Fragmente)                                                    |
|              | l.l. (ling.)                                               | de lingua Latina                                                             |                                                                |
|              | Men.                                                       | saturae Menippeae                                                            | Menippeische Satiren                                           |
|              | rust.                                                      | res rusticae                                                                 |                                                                |
|              | vit. pop. Rom.                                             | de vita populi Romani                                                        | (Fragmente)                                                    |
| Vat.         | Fragmenta Vaticana                                         | Fragmenta Vaticana                                                           |                                                                |
| Veg.         | Vegetius                                                   | Vegetius                                                                     |                                                                |
|              | cura boum                                                  | de curis boum epitoma                                                        |                                                                |
|              | mil.                                                       | de re militari                                                               |                                                                |
|              | mulom.                                                     | ars veterinaria sive mulomedicina                                            |                                                                |
| Vell.        | Velleius Paterculus                                        | Velleius Paterculus                                                          |                                                                |
|              |                                                            | historia Romana                                                              | Römische Geschichte                                            |
| Ven. Fort.   | Venantius Fortunatus                                       | Venantius Fortunatus                                                         |                                                                |
|              | carm.                                                      | carmina                                                                      | Gedichte                                                       |
|              | carm. app.                                                 | carminum appendix                                                            | Anhang zu den Gedichten                                        |
|              | laud. Mar.                                                 | in laudem Sanctae Mariae                                                     | Lob der Jungfrau Maria                                         |
|              | Mart.                                                      | de vita Sancti Martini                                                       | Leben des Heiligen Martin                                      |
| Verg.        | Vergil                                                     | Vergil                                                                       |                                                                |
|              | Aen.                                                       | Aeneis                                                                       | Aeneis                                                         |
|              | Aet.                                                       | Aetna                                                                        |                                                                |
|              | Cat.                                                       | Catalepton                                                                   |                                                                |
|              | Cir.                                                       | Ciris                                                                        | Der Reiher                                                     |
|              | Cul.                                                       | Culex                                                                        | Die Mücke                                                      |
|              | ecl. (bucol.)                                              | eclogae (bucolica)                                                           | Eklogen                                                        |
|              | georg.                                                     | georgica                                                                     | Georgica                                                       |
|              | Mor.                                                       | Moretum                                                                      | Das Kräuterkäsegedicht                                         |
| Verr. Flacc. | Marcus Verrius Flaccus                                     | Marcus Verrius Flaccus                                                       |                                                                |
| Vett. Val.   | Vettius Valens                                             | Vettius Valens                                                               |                                                                |
| Vib. Sequ.   | Vibius Sequester                                           | Vibius Sequester                                                             |                                                                |
|              | geogr.                                                     | de fluminibus, fontibus, lacubus, nemoribus, paludibus, montibus, gentibus … |                                                                |
| Vir. ill.    | De viris illustribus                                       | De viris illustribus                                                         |                                                                |
| VisEsr.      | Visio Esrae                                                | Visio Esrae                                                                  |                                                                |
| VisKenaz     | Visio Kenaz                                                | Visio Kenaz                                                                  |                                                                |
| VisPaul      | Visio Sancti Pauli                                         | Visio Sancti Pauli                                                           |                                                                |
| vit. (Vit.)  | Lebensbeschreibung (Vita)                                  | Lebensbeschreibung (Vita)                                                    |                                                                |
| VitAdae      | Vita Adae et Evae                                          | Vita Adae et Evae                                                            | Wilhelm Meyer (München 1878)                                   |
| VitJohBapt   | Leben Johannes des Täufers (Vita Ioannis Baptistae)        | Leben Johannes des Täufers (Vita Ioannis Baptistae)                          |                                                                |
| VitProph     | Liber de vitis prophetarum (Pseudo-Epiphanius von Salamis) | Liber de vitis prophetarum (Pseudo-Epiphanius von Salamis)                   |                                                                |
| Vitr.        | Vitruv                                                     | Vitruv                                                                       |                                                                |
|              |                                                            | de architectura                                                              | Über Architektur                                               |
| VS           | Die Fragmente der Vorsokratiker                            | Die Fragmente der Vorsokratiker                                              | Hermann Diels, Walther Kranz (3 Bde., 6. Aufl., Zürich 1951 f) |
| VT           | Vetus Testamentum                                          | Vetus Testamentum                                                            |                                                                |
| Vulg         | Vulgata                                                    | Vulgata                                                                      |                                                                |

| Legende zu den Farben der Autoreneinträge | Legende zu den Farben der Autoreneinträge | Legende zu den Farben der Autoreneinträge | Legende zu den Farben der Autoreneinträge                                                      |
| ----------------------------------------- | ----------------------------------------- | ----------------------------------------- | ---------------------------------------------------------------------------------------------- |
|                                           | Autor                                     | Autor                                     | Autorenabkürzung                                                                               |
| SW                                        | Sammelwerk                                | Sammelwerk                                | Sammlung oder Sammelwerk (sowohl moderne als auch antike)                                      |
| AN                                        | Anonym                                    | Anonym                                    | Schrift eines einzelnen, unbekannten Autors                                                    |
| BS                                        | Biblische Schrift                         | Biblische Schrift                         | Schrift des AT oder NT (auch Apokryphen)                                                       |
| RS                                        | Rabbinische Schrift                       | Rabbinische Schrift                       | Mischna, Talmud und sonstige hebräische, nichtbiblische Schrift                                |
| X                                         | Sonstiges                                 | Sonstiges                                 | Abkürzung von Lexikon, Referenz- oder Nachschlagewerk, Schriftreihe etc.; allgemeine Abkürzung |